# Dmitri Kulaguin
Dmitri Andréyevich Kulaguin (del ruso: Дмитрий Андреевич Кулагин); Moscú, 1 de julio de 1992 es un baloncestista ruso que actualmente juega en el UNICS Kazan de la VTB United League. Con 1,97 metros de estatura, juega en la posición de escolta. Es hermano del también jugador profesional Mijaíl Kulaguin.

## Trayectoria deportiva

### Profesional
Comenzó su carrera en el BC Nizhni Nóvgorod en 2009, para fichar dos años más tarde por el BC Triumph Lyubertsy. En su primera temporada disputó 50 partidos en las diferentes competiciones que afrontó su equipo, promediando 8,5 puntos, 2,6 rebotes y 2,7 asistencias por partido.
En julio de 2012 firmó por una temporada con el Krasnye Krylya Samara. Promedió 4,8 puntos y 2,1 asistencias por partido. Regresó al año siguiente al BC Triumph Lyubertsy, donde jugó dos temporadas, la segunda con la nueva denominación de BC Zenit San Petersburgo. En 2014 fue elegido, junto con Edgaras Ulanovas del BC Neptūnas Klaipėda,  Mejor Jugador Joven de la VTB United League, tras promediar 8,5 puntos, 3,4 rebotes y 2,5 asistencias en 17 partidos de la competición.
El 14 de julio de 2015 firmó por tres temporadas con el PBC CSKA Moscú.
El 25 de junio de 2021, firma por el BC Zenit San Petersburgo de la Superliga de baloncesto de Rusia.

### Selección nacional
Kulaguin es un fijo en la selección rusa desde las categorías inferiores. Compitió en el Campeonato Europeo Sub-16 en 2009, donde fue el segundo mejor anotador del campeonato tras el turco Enes Kanter, promediando 20,8 puntos por partido, e incluido en el mejor quinteto del campeonato.
Ganó además la medalla de plata en el Europeo sub-18 de 2010, y el bronce al año siguiente en el sub-19. Debutó con la selección absoluta en el EuroBasket 2013.